# Антандр (брат Агафокла)
Антандр (др.-греч. Ἄντανδρος; до 361 года до н. э. — после 289 года до н. э.) — сиракузский военачальник, брат тирана Агафокла. Руководил Сиракузами во время их осады в 311—309 годах до н. э. карфагенянами. В 307 году до н. э. по приказу брата организовал убийство родственников взбунтовавшихся солдат, в том числе детей, женщин и стариков.

## Происхождение. Ранние годы
Отец Антандра и его младшего брата Агафокла Каркин был родом из города Регия на юге Апеннинского полуострова. Оттуда его изгнали и он поселился в Фермах на севере Сицилии, которые на тот момент находились под властью карфагенян. Там он женился на местной жительнице. В браке у Каркина родились сыновья Антандр и в 361 году до н. э. Агафокл. Когда Агафоклу было около 18 лет, а Антандр соответственно был уже юношей, его семья переехала в Сиракузы. Каркин последовал призыву Тимолеонта, который, стремясь восстановить пострадавший от войны город, содействовал переселенцам. Каркин с семьёй получили права гражданства. Согласно античным источникам отец Агафокла был обычным гончаром.
Во время правления в Сиракузах аристократов из «совета шестисот» достиг должности стратега. В этом качестве участвовал в походе сиракузских войск, отправленных на помощь олигархам Кротона в их борьбе с местным демосом и бруттиями, который датирован примерно 320 годом до н. э.

## Руководство Сиракузами во время осады
После того как в 317 году до н. э. Агафокл стал тираном Сиракуз, Антандр занимал ведущие должности в городе. Во время осады Сиракуз карфагенянами в 311—309 годах до н. э. Агафокл оставил Антандра своим заместителем (эпимелетом), когда сам с войсками отправился в африканские владения Карфагена. Командующим остававшимися в городе наёмниками был этолиец Эримнон. В этот период в городе даже чеканили серебряные тетрадрахмы с монограммой Антандра.
Поход Агафокла во время осады столицы был успешным. Он со своими войсками высадился в Африке, сжёг корабли и одержал ряд побед. Карфаген был вынужден затребовать подмоги у Гамилькара, который осаждал Сиракузы. Военачальник решил захватить город хитростью. Гамилькар приказал гонцам из Карфагена молчать о том, что произошло в Африке, одновременно распуская слухи о полном поражении Агафокла. Он даже отправил послов в осаждённый город. Послы несли носы сожжённых кораблей Агафокла, которые должны были подтвердить гибель сиракузской армии. Городу предлагали сдаться на относительно мягких условиях. Существуют два противоречащих друг другу рассказа о роли Антандра в отказе карфагенянам. По одной версии некий Диогнет начал сеять в городе панику. Антандр приказал его арестовать, чтобы тот не смущал граждан Сиракуз. По второй версии Антандр предлагал сдать город, а Эримнон убедил военный совет держаться до тех пор, пока они точно не узнают, что же произошло на самом деле.
В целом Антандр с Эримноном справились с возложенной на них задачей. Во время неудачного ночного штурма Гамилькар попал в плен. Осада провалилась. Роль и личное участие в этих событиях Антандра неизвестны. Юстин подчёркивает, что пунийцы «были поголовно перебиты Антандром, братом царя Агафокла».

## После снятия осады Сиракуз
В 307 году до н. э. в Африке были убиты сыновья Агафокла Архагат и Гераклид. Убийство совершили взбунтовавшиеся солдаты. Агафокл приказал брату казнить всех находящихся в Сиракузах родственников бунтовщиков. Антандр подошёл к заданию ответственно. По его приказу были убиты не только их братья, отцы и сыновья, но и престарелые деды, маленькие дети обоих полов и жёны. Казнь совершили на побережье. Диодор Сицилийский подчёркивает особо, что ни в чём не повинным людям было отказано в погребальных обрядах.
Дата смерти Антандра не известна, но он пережил умершего в 289 году до н. э. Агафокла. После смерти брата написал его биографию. Эту работу упоминал греческий историк Диодор Сицилийский.